# David Grisman
David Grisman, (Hackensack, 1945. március 23. –) amerikai dzsesszzenész. Grisman zenéje a bluegrass, a folkzene és a dzsessz elemeit ötvözi egy olyan műfajban, amelyet ő „dawg music”-nak nevez. Megalapította az Acoustic Disc lemezkiadót, amely akusztikus felvételeket ad ki; főleg a sajátjait, persze.

## Pályafutása
Grisman konzervatív zsidó családban nőtt fel. Apja profi harsonás volt. Dávid hétéves korában kezdett zongoraórákra járni. Az 1950-es évek elején már hallotta a korai rock and rollt. A popzene, és más zenei hatások is befolyásolták. Apja meghalt, amikor David még csak tízéves volt. Tizennégyéves kora után újra zongorázni kezdett. Felfedezte magának a dzsesszt, a bluegrasst és a The Kingston Trio hatására a country- és folkzenét.
Grisman és három iskolai barátja találkozott Ralph Rinzler folklorista zenésszel Passaicban, ami nagy hatással volt rá, és úgy döntött, hogy profi zenész lesz.
1963-ban Grisman az általa alapított Dozen Jug Bandben játszott. Felvette első albumát az Elektra Recordsnál. 1967-ben egy pszichedelikus rock zenekarban játszott Peter Rowannal. 1973-ban Rowan, Vassar Clements, Jerry García és John Kahn megalapította az Old and in the Way bluegrass együttest. 1974-ben Grisman egy másik zenekarban, a The Great American Music Bandben is aktív volt.
1974-ben David Grisman filmekhez is elkezdett zenét szerezni, miután a rendezők és a producerek felismerték egyedi stílusát. Első filmzenéje Steve Carver rendező számára készült. Ő írta a „Big Bad Mama” című csempészfilm zenéjét. A „Capone” című gengszterfilm 1975-ben következett. Egy évvel később egy másik akciófilm, az „Eat My Dust” zenéjét jmegírta. 1978-ban ő szerezte a „King of the Gypsies” című filmzenét is.
1975-ben megalapította a Dave Grisman Quartet-et (DGQ), amely később David Grisman Quintet néven működött. A debütáló album 1977-ben jelent meg. A David Grisman Quintet '80 című albumon van John Coltrane egyik leghíresebb dalának, a „Naima”-nak a feldolgozása is.
Az 1990-es évek elején számos CD-felvétel készült a korábbi Grateful Dead zenekarvezetővel, Jerry Garcíával. Ennek eredményeként a „Grateful Dawg” című dokumentumfilm született meg.

## Lemezválogatás
- Mark O’Connor, Darol Anger, Mike Marshall, Rob Wasserman, David Grisman: David Grisman – Quintet '80. (1980)
- Stéphane Grappelli and David Grisman, live (1994)
- Jerry Garcia, David Grisman (1991)
- Jerry Garcia, David Grisman: Not for Kids Only (1993)
- Jerry Garcia, David Grisman: Shady Grove (1996)
- Jerry Garcia, David Grisman: So What (1998)
- Jerry Garcia, David Grisman, Tony Rice: The Pizza Tapes (2000)
- David Grisman, Tony Rice: Tone Poems (1994)
- Mike Auldrife, Bob Brozman, David Grisman: Tone Poems III. The Sound of great slide and resophonic instruments (2000)
- Jerry Garcia, David Grisman: Grateful Dawg (DVD)

## Filmek
- 1974: Big Bad Mama
- 1975: Capone
- 1976: Eat My Dust
- 1978: King of the Gypsies
- 2001: Grateful Dawg (dokumentumfilm)

## Díjak
- 2013: International Bluegrass Music Hall of Fame(wd)

## Érdekességek
- Grisman „Dawggy Mountain Breakdown” című dala volt a „Car Talk” című, NPR-en (National Public Radio) futó műsor főcímdala.
- A „Grateful Dawg” 2001-es című dokumentumfilm Jerry Garcia és David Grisman barátságát mutatja be.
- Grisman 2007. májusában beperelte a YouTube-ot azzal, hogy a YouTube-ot kötelezni kellene arra, hogy illegálisan feltöltsék zenéinek felvételeit. Grisman ügyvédei a kereset önkéntes elutasítását kérték.
- Grisman írta az 1974-es Roger Corman rendezte „Big Bad Mama” című film bluegrass zenéjének nagy részét. A zenét a Great American Music Band játszotta, a zenét pedig Bill Wolf vette fel és keverte.